# Брайтенталь (Швабия)
Брайтенталь (нем. Breitenthal) — община в Германии, в земле Бавария.
Подчиняется административному округу Швабия. Входит в состав района Гюнцбург. Подчиняется управлению Крумбах. Население составляет 1220 человек (на 31 декабря 2010 года). Занимает площадь 13,27 км².